# Дикастерия по интерпретации законодательных текстов
Дикастерия по интерпретации законодательных текстов (лат. Dicasterium de legum textibus), бывший Папский совет по интерпретации законодательных текстов (лат. Pontificium Consilium de Legum Textibus) — одна из 16 дикастерий Римской курии. Работа Папского Совета «главным образом состоит в интерпретации законов Церкви». Их Высокопреосвященства кардиналы Хулиан Эрранс Касадо и Франческо Коккопальмерио почётными председателями данного Совета.
Вице-председатель с 15 февраля 2007 по 12 октября 2010 — архиепископ Бруно Бертанья. 
Дикастерия была первоначально основана папой римским Иоанном Павлом II как Папская комиссия по ревизии и аутентичному переводу Кодекса канонического права 2 января 1984 года. Его название было изменено на Папский совет по интерпретации законодательных текстов в 1988 году и наконец к его бывшему названию в 1999 году. 5 июня 2022 года, в связи с вступлением в силу апостольской конституции «Praedicate Evangelium» Папский Совет был преобразован в дикастерию, во главе с префектом.
Её префектом в настоящее время является архиепископ Филиппо Янноне,
Нынешний Секретарь Дикастерии — епископ Хуан Игнасио Аррьета Очоа де Чичинтру.

## Руководители Дикастерии

### Председатели Папского Совета по интерпретации законодательных текстов
- кардинал Пьетро Гаспарри (18 октября 1917 — 18 ноября 1934);
- кардинал Луиджи Синчеро (12 декабря 1934 — 7 февраля 1936);
- кардинал Джулио Серафини (30 июня 1936 — 16 июля 1938);
- кардинал Массимо Массими (14 марта 1939 — 6 марта 1954);
- кардинал Джузеппе Бруно (20 марта — 10 ноября 1954);
- кардинал Пьетро Чириачи (31 мая 1955 — 30 декабря 1966);
- кардинал Перикле Феличи (21 февраля 1967 — 22 марта 1982);
- кардинал Росалио Хосе Кастильо Лара (22 марта 1982 — 6 декабря 1989);
- кардинал Винченцо Фаджоло (15 декабря 1990 — 19 декабря 1994);
- кардинал Хулиан Эрранс Касадо (19 декабря 1994 — 15 февраля 2007);
- кардинал Франческо Коккопальмерио (15 февраля 2007 — 7 апреля 2018);
- архиепископ Филиппо Янноне (7 апреля 2018 — 5 июня 2022).

### Префекты Дикастерии по интерпретации законодательных текстов
- архиепископ Филиппо Янноне (5 июня 2022 — по настоящее время).

### Секретари Папского Совета по интерпретации законодательных текстов
- священник Луиджи Синчеро (18 октября 1917 — 23 мая 1923);
- монсеньор Джузеппе Бруно (14 февраля 1924 — 16 февраля 1946);
- архиепископ Габриэль Акасиус Кусса, B.A.O (3 марта 1946 — 19 марта 1962);
- монсеньор Джакомо Виолардо (2 апреля 1962 — 26 января 1965);
- монсеньор Раймондо Бидагор, S.J. (1965—1973);
- епископ Росалио Хосе Кастильо Лара, S.D.B. (12 февраля 1975 — 22 мая 1982);
- епископ Хулиан Эрранс Касадо (25 января 1983 — 19 декабря 1994);
- епископ Бруно Бертанья (1994 — 15 февраля 2007);
- епископ Хуан Игнасио Аррьета Очоа де Чичинтру (15 февраля 2007 — 5 июня 2022).

### Секретари Дикастерии по интерпретации законодательных текстов
- епископ Хуан Игнасио Аррьета Очоа де Чичинтру (5 июня 2022 — по настоящее время).